# Новозеландски ангъч
Новозеландският ангъч (Tadorna variegata) е вид птица от семейство Патицови (Anatidae).

## Разпространение
Видът е разпространен в Нова Зеландия.